# Bộ Công nghiệp, Khoa học, Năng lượng và Tài nguyên (Úc)
Bộ Công nghiệp, Khoa học, Năng lượng và Tài nguyên (tiếng Anh: Department of Industry, Science, Energy and Resources) là một bộ thuộc Chính phủ Úc chịu trách nhiệm tổng hợp các nỗ lực của Chính phủ nhằm thúc đẩy tăng trưởng kinh tế, năng suất và khả năng cạnh tranh bằng cách tập hợp các ngành công nghiệp, năng lượng, tài nguyên và khoa học.
Người đứng đầu bộ phận là Thư kí Bộ Công nghiệp, Đổi mới và Khoa học, hiện nay là David Fredericks; người báo cáo cho Bộ trưởng Bộ Công nghiệp, Khoa học và Công nghệ, Karen Andrews và Bộ trưởng Bộ Tài nguyên và Bắc Úc, Thượng nghị sĩ Matt Canavan.

## Lịch sử
Sau khi Malcolm Turnbull được bổ nhiệm làm Thủ tướng, Bộ Công nghiệp, Đổi mới và Khoa học được thành lập vào ngày 21 tháng 9 năm 2015, đảm nhiệm các chức năng của Bộ Công nghiệp và Khoa học trước đó.
Bộ Công nghiệp, Khoa học, Năng lượng và Tài nguyên thành lập thay thế Bộ Công nghiệp, Đổi mới và Khoa học vào ngày 1 tháng 2 năm 2020.

## Chức năng
Như đã nêu trong Lệnh sắp xếp hành chính, Bộ chịu trách nhiệm về một loạt các chức năng bao gồm:
- Sản xuất và thương mại bao gồm phát triển công nghiệp và thị trường
- Chính sách đổi mới trong ngành và sự phổ biến công nghệ
- Ngành xây dựng, không bao gồm quan hệ nơi làm việc
- Tạo điều kiện phát triển các ngành dịch vụ nói chung
- Nhãn hiệu thương mại, quyền và bằng phát minh sáng chế và kiểu dáng của nhà tạo giống cây trồng
- Chống bán phá giá
- Các vấn đề về không gian dân dụng
- Chính sách khoa học
- Chính sách năng lượng